# Budy (powiat jarociński)
Budy – osada leśna w Polsce położona w województwie wielkopolskim, w powiecie jarocińskim, w gminie Jaraczewo.
W latach 1975–1998 miejscowość położona była w województwie kaliskim.